# 大石学
大石 学（おおいし まなぶ、1953年10月13日 - ）は、日本の日本近世史学者、東京学芸大学名誉教授・特任教授。静岡市歴史博物館館長。時代考証学会会長。

## 略歴
東京都生まれ。台東区立下谷中学校、都立上野高校を経て、1976年東京学芸大学社会科卒業、同大学院修士課程修了。竹内誠に師事。1982年筑波大学大学院博士課程単位取得満期退学、1987年名城大学専任講師、1989年助教授、1997年東京学芸大学助教授、2001年教授。2016年4月より2018年3月まで副学長（兼附属図書館長）。2018年9月1日より2023年8月31日まで日本芸術文化振興会監事。2024年4月1日より静岡市歴史博物館館長。

## 人物
- 元禄・享保時代が専門だが、NHK大河ドラマ（『新選組!』『篤姫』『龍馬伝』『八重の桜』『花燃ゆ』『西郷どん』）等の時代考証を担当[1][7][8]。
- 2009年、時代考証学会を設立、現在同会会長。
- 研究・活動の方向性が似ているが、大石慎三郎の親族ではない。
- 慶應義塾大学教授の社会学者・大石裕は実弟である。

## 著書
- 『大江戸意外なはなし366日事典』（講談社+α文庫 1994年）
- 『吉宗と享保の改革』（東京堂出版（教養の日本史）1995年）
- 『享保改革の地域政策』（吉川弘文館 1996年）ISBN　9784642033299
- 『徳川吉宗・国家再建に挑んだ将軍』（教育出版（江戸東京ライブラリー）2001年）
- 『地名で読む江戸の町』（PHP新書 2001年 のちPHP文庫）
- 『首都江戸の誕生 大江戸はいかにして造られたのか』（角川選書 2002年）
- 『駅名で読む江戸・東京』正続 PHP新書 2003年-2004年）
- 『新選組 「最後の武士」の実像』（中公新書 2004年）
- 『大岡忠相』吉川弘文館〈人物叢書 : 新装版〉、2006年。ISBN 9784642052382。
- 『元禄時代と赤穂事件』（角川選書 2007年）
- 『江戸の教育力 近代日本の知的基盤』（東京学芸大学出版会 2007年）
- 『坂の町・江戸東京を歩く』（PHP新書 2007年）
- 『江戸の外交戦略（角川選書 2009年）
- 『龍馬とその時代』（日本放送出版協会（NHKカルチャーラジオ 歴史再発見） 2010年）
- 『徳川吉宗』（山川出版社・日本史リブレット 2012年）
- 『近世日本の統治と改革』（吉川弘文館 2013年）ISBN	9784642034562
- 『時代劇の見方・楽しみ方 時代考証とリアリズム』（吉川弘文館 2013年）ISBN　9784642080897
- 『新しい江戸時代が見えてくる 「平和」と「文明化」の265年』（吉川弘文館 2014年）ISBN　9784642081047
- 『敗者の日本史16 近世日本の勝者と敗者』（吉川弘文館 2015年）ISBN　9784642064620
- 『今に息づく江戸時代 首都・官僚・教育』（吉川弘文館 2021年）ISBN	9784642084017

### 共編著
- 『規制緩和に挑んだ「名君」徳川宗春の生涯』（編著 小学館 1996年）
- 『多摩と江戸 鷹場・新田・街道・上水（編著 けやき出版 2000年）
- 『江戸時代への接近（編 東京堂出版 2000年）
- 『江戸時代新聞（編 小学館 2003年）
- 『近世国家の権力構造 政治・支配・行政』（編 岩田書院 2003年）
- 『享保改革と社会変容』（日本の時代史16）（編 吉川弘文館 2003年）ISBN　9784642008167
- 『新選組情報館（編 教育出版 2004年）
- 『都市江戸への歴史視座 大江戸八百八町展・武家拝領地・江戸首都論』（編 名著出版 2004年）
- 『大江戸まるわかり事典』（編 時事通信社 2005年）
- 『近世藩制・藩校大事典』（編　吉川弘文館 2006年）ISBN　9784642014311
- 『知っておきたい江戸の常識 事件と人物』（角川文庫 2007年）
- 『江戸のうんちく 社会と生活』（角川文庫 2008年）
- 『高家前田家の総合的研究 近世官僚制とアーカイブズ』（東京堂出版 2008年）
- 『近世公文書論 公文書システムの形成と発展』（岩田書院 2008年）
- 『時代考証の窓から 「篤姫」とその世界』（東京堂出版 2009年）
- 『「龍馬」を読み解く100問』（佐藤宏之共著 日本放送出版協会（生活人新書） 2009年）
- 『江戸時代のすべてがわかる本』（ナツメ社 2009年）
- 『江戸の教養 遊びと学び シリーズ江戸学』（編 角川ソフィア文庫 2009年）
- 『江戸幕府大事典』（編 吉川弘文館 2009年）ISBN　9784642014526
- 『外国人が見た近世日本 日本人再発見』（山本博文・磯田道史・岩下哲典共著 竹内誠監修 角川学芸出版 2009年）
- 『一九世紀の政権交代と社会変動 社会・外交・国家』（編 東京堂出版 2009年）
- 『時代考証学 ことはじめ』（時代考証学会共編 東京堂出版 2010年）
- 『Jr.日本の歴史』全7巻 平川南・五味文彦・大門正克共編 小学館 2010年-2011年）
- 『時代考証にみる新江戸意識 大河ドラマ「新選組!」「篤姫」「龍馬伝」の実践から』（編 名著出版 2011年）
- 『大河ドラマをつくるということ 時代考証学の提唱』（時代考証学会共編 名著出版 2012年）
- 『大河ドラマと地域文化―「篤姫」「龍馬伝」と鹿児島』（時代考証学会共編 髙城書房 2012年）
- 『地域と語る大河ドラマ・時代劇― 歴史都市彦根からの発信―』（時代考証学会共編 サンライズ出版 2012年）
- 『大河ドラマと市民の歴史意識』（時代考証学会共編 岩田書院 2014年）
- 『時代劇制作現場と時代考証』（時代考証学会共編 岩田書院 2014年）
- 『時代劇文化の発信地・京都』（時代考証学会共編 サンライズ出版 2014年）
- 『伊達政宗と時代劇メディア―地域の歴史・文化を描き、伝えること―』（時代考証学会共編 今野印刷 2016年）
- 『エポック日本史 マンガ版 「総ルビ〈よみがな〉」だから親子で読める』編. 洋泉社, 2016.9
- 『時代劇メディアが語る歴史 表象とリアリズム』時代考証学会共編. 岩田書院, 2017.11
- 『悪の歴史 隠されてきた「悪」に焦点をあて、真実の人間像に迫る 日本編下』編著. 清水書院, 2017.12
- 『幕末維新史年表』編. 東京堂出版, 2018.11
- 『俠の歴史 士は己を知る者のために死す、「俠」に生きた勇者たち 日本編下』編著. 清水書院, 2020.7
- 『戦国時代劇メディアの見方・つくり方 戦国イメージと時代考証』時代考証学会共編. 勉誠社(制作), 2021.10

## 翻訳
- 温知政要（徳川宗春 海越出版社 1996年）
- 家康公伝 現代語訳徳川実紀（佐藤宏之・小宮山敏和・野口朋隆共編 吉川弘文館　2010年-2012年）

## ラジオ
- カルチャーラジオ 歴史再発見「龍馬とその時代」NHKラジオ第2放送 2010年4月-6月

## テレビ
FNS27時間テレビのテーマシリーズの「FNS27時間テレビ・にほんのれきし」、「FNS27時間テレビ・にほん人は何を食べてきたのか」で監修と解説を勤める。